# Altica oleracea
Altica oleracea là một loài leaf beetles thuộc phân họ family Chrysomelidae, Galerucinae.
Nó được tìm thấy ở most châu Âu.
Larvae và adults của Altica oleracea are phytophagous, feeding on various plants, especially Onagraceae và Rosaceae species.

## Hình ảnh

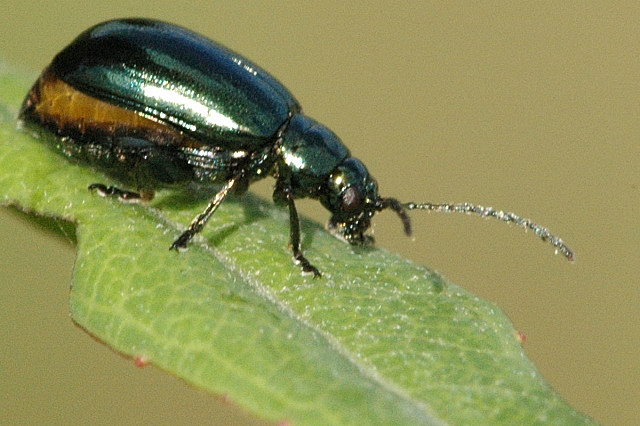
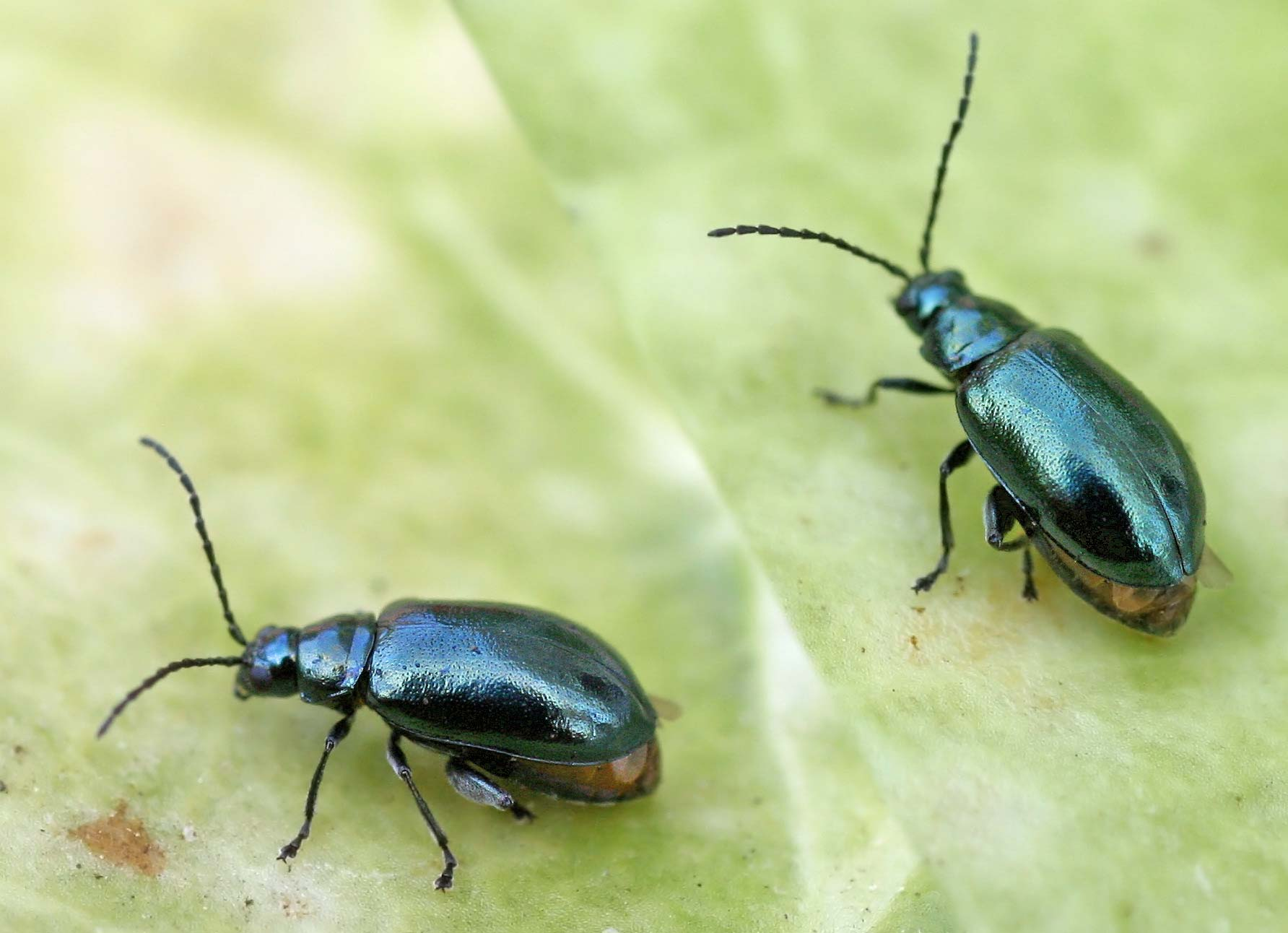
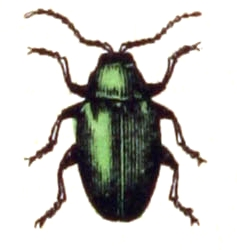
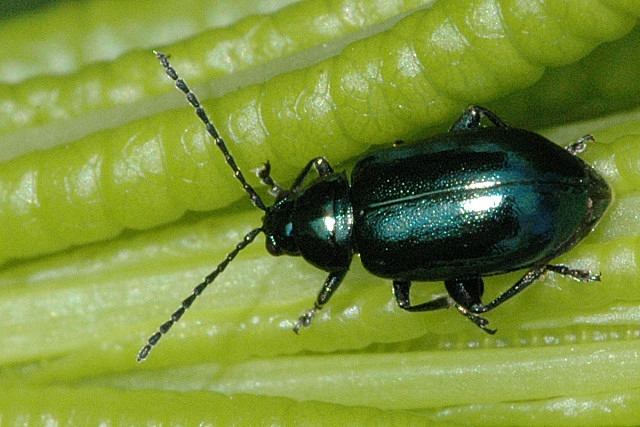